# Escudo de Nueva Gales del Sur
El escudo de armas de Nueva Gales del Sur es el escudo de armas oficial del estado australiano de Nueva Gales del Sur. Fue concedido por una Real Cédula de su Majestad el rey Eduardo VII fechado el 11 de octubre de 1906.

## Descripción
El escudo muestra un campo azul (azur) con una cruz de plata (argén) anulada de rojo (gules) con una estrella de oro en cada brazo de la cruz roja y un león de oro en el centro conocido como el "León en el Sur". Hay un vellocino dorado en el primer y cuarto cuartel, y una gavilla de trigo en el segundo y tercer cuartel, siendo ambos de color oro, con el vellocino dorado teniendo una banda o cinta alrededor de ella de color plata (argén).
La cresta es un sol naciente con cada uno de los rayos del sol con una pequeña llama de color naranja-rojizo, sobre un burelete de color azul (azur) y plata (argén).
Los soportes son un león dorado (oro) en la diestra y un canguro dorado (oro) en la siniestra. Los soportes son usualmente representados de pie sobre la cinta o lema, ya que sostienen el escudo en posición vertical.
El lema contiene la inscripción latina "Orta recens quam pura nites" que traducido al español significa "Ha surgido recién como el brillo de los que son puros".